# Zeytinus hatayensis
Zeytinus hatayensis is een vliesvleugelig insect uit de familie Eulophidae. De wetenschappelijke naam is voor het eerst geldig gepubliceerd in 2011 door Doganlar.